# Balik
Balik is een bestuurslaag in het regentschap Aceh Tengah van de provincie Atjeh, Indonesië. Balik telt 403 inwoners (volkstelling 2010).